# 泰里·希尔
泰里·希尔（法語：Théry Schir，1993年2月18日—），瑞士男子自行车运动员，2014年世界场地自行车锦标赛男子麦迪逊赛铜牌得主、2019年欧洲运动会男子全能赛银牌得主和男子团体追逐赛铜牌得主。